# ナディーム・アミリ
ナディーム・アミリ（Nadiem Amiri、1996年10月27日 - ）は、ドイツ・ルートヴィヒスハーフェン・アム・ライン出身のプロサッカー選手。1.FSVマインツ05所属。ポジションはMF。ドイツ代表。

## 経歴
いくつかのクラブを渡り歩いた後、2012年にTSG1899ホッフェンハイムのユースチームに入団。2015年2月のブンデスリーガ・VfLヴォルフスブルク戦でトップチームデビュー。試合には0-3で敗れた。
2019年7月30日、バイエル・レバークーゼンと5年契約を締結したことが発表された。
2022年1月29日、ジェノアCFCへの2022-22シーズン終了までのローン移籍が発表された。
2024年1月31日、1.FSVマインツ05に2年半契約で移籍した。

### 代表
両親がアフガニスタン出身のため、アフガニスタン代表を選ぶことも出来るが、一貫してドイツ代表に選出されている。UEFA U-21欧州選手権2017では1得点を挙げ優勝に貢献した。
2024年3月、マインツでのハイパフォーマンスを受けてネーションズリーグ準々決勝イタリア戦のドイツ代表メンバーに4年半ぶりに召集された。

## タイトル
U21ドイツ代表
- UEFA U-21欧州選手権: 2017